# Pierre-Ambroise Bosse
Pour les articles homonymes, voir Bosse et Bossé.
Pierre-Ambroise Bossé dit Pierre-Ambroise Bosse, souvent surnommé PAB, né le 11 mai 1992 à Nantes, est un athlète français, spécialiste du 800 mètres, champion du monde en 2017 à Londres.
Il a détenu entre 2014 et 2024, le record de France du 800 mètres en 1 min 42 s 53, battu par Gabriel Tual le 7 juillet 2024. Il détient depuis 2016 le record d'Europe du 600 mètres en 1 min 13 s 21.

## Biographie
Pierre-Ambroise Bosse réside depuis sa jeunesse sur le bassin d'Arcachon, et s'entraîne à l'INSEP (Paris). Il est licencié au Lille Métropole Athlétisme.

### Champion d'Europe junior (2011)
En 2011, il améliore à deux reprises le record de France junior du 800 m en réalisant successivement 1 min 46 s 57 lors du meeting de Strasbourg puis 1 min 46 s 18 le 5 juillet 2011 au meeting de Reims. Il devient également recordman de France du 1 000 m en 2 min 18 s 53. Il remporte ensuite le titre du 800 mètres des Championnats d'Europe juniors de Tallinn en 1 min 47 s 14. Il devient vice-champion de France aux championnats de France élite à Albi en juillet de la même année.

### Confirmation (2012)

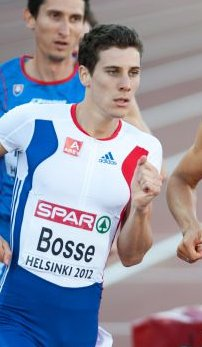
Pierre-Ambroise Bosse lors des championnats d'Europe de 2012.

En 2012, il réalise les minima pour les championnats d'Europe au meeting de la Ligue de Diamant à Doha au Qatar en battant son record personnel en 1 min 45 s 69, à moins d'une demi-seconde des minima olympiques. Il améliore de nouveau son record personnel deux semaines plus tard au Meeting international Mohammed-VI de Rabat en parcourant la distance en 1 min 45 s 36. Il réalise finalement les minima olympiques lors du meeting Lille Métropole de Villeneuve-d'Ascq en courant en 1 min 44 s 97, dans le sillage de l’Éthiopien Mohammed Aman, vainqueur de la course en 1 min 44 s 32 ; c’est la première fois qu’il passe sous la barre de 1 min 45 s.
Le 17 juin 2012, il devient pour la première fois de sa carrière champion de France du 800 mètres, alors qu’il n’a que 20 ans. Fin juin 2012, à Helsinki, Pierre-Ambroise Bosse décroche sa première médaille lors d'une compétition internationale senior en terminant troisième des Championnats d'Europe d'Helsinki, en 1 min 48 s 83, derrière le Russe Yuriy Borzakovskiy et le Danois Andreas Bube. Lors des Jeux olympiques de Londres, en août 2012, il accède au stade des demi-finales du 800 m et y réalise la 11e performance, terminant à dix-sept centièmes de seconde du dernier qualifié au temps.

### Finaliste mondial (2013)
Il améliore son record personnel en mai 2013 lors de la première étape de la ligue de diamant, le Qatar Athletic Super Grand Prix de Doha, où il termine quatrième de la course en 1 min 44 s 77. Le 6 juin 2013, lors du Golden Gala, à Rome, il améliore encore son meilleur temps en 1 min 43 s 91, réalisant au passage la 3e meilleure performance mondiale de l'année et la 3e meilleure performance française de tous les temps. Il établit par ailleurs un nouveau record de France espoirs. Début juillet, à Tampere en Finlande, il devient champion d'Europe espoirs du 800 m en 1 min 45 s 79. Le 19 juillet 2013, au Meeting Herculis de Monaco, il porte son record de France espoirs à 1 min 43 s 76 en terminant deuxième de la course, derrière l'Américain Duane Solomon.
Lors des championnats du monde 2013 à Moscou, il se qualifie pour la finale en terminant 2e de sa demi-finale derrière Mohammed Aman. Il termine 7e de la finale en 1 min 44 s 79, remportée par le jeune Mohammed Aman.

### Record de France (saison 2014, puis 2015)
En juin 2014, lors du Golden Spike d'Ostrava en Tchéquie, Pierre-Ambroise Bosse établit un nouveau record d'Europe espoirs du 1 000 mètres en 2 min 15 s 31, l'enlevant à son compatriote Mehdi Baala. Début juillet 2014, à Reims, il enlève son deuxième titre de champion de France en plein air en établissant un nouveau record des championnats en 1 min 45 s 57. Il confirme son état de forme le 18 juillet 2014 au cours du meeting Herculis de Monaco en terminant deuxième de l'épreuve du 800 m, derrière le Botswanais Nijel Amos, et en établissant un nouveau record de France de la discipline en 1 min 42 s 53. Il améliore de 62 centièmes l'ancienne meilleure marque nationale détenue depuis 2002 par Medhi Baala. Gêné par de violentes douleurs au cœur, Bosse se classe dernier de la finale des Championnats d'Europe de Zurich en 1 min 46 s 55.
En 2015, il établit son meilleur temps de la saison à 1 min 43 s 88. Le 12 juillet 2015, il devient le champion de France à Villeneuve-d'Ascq. Lors des Championnats du monde de Pékin, il prend la 5e place de la finale. Après la course, il déclare même : « Il n'est pas impossible qu'un jour je puisse récupérer la médaille de bronze. »

### Quatrième place aux Jeux olympiques de Rio (2016)

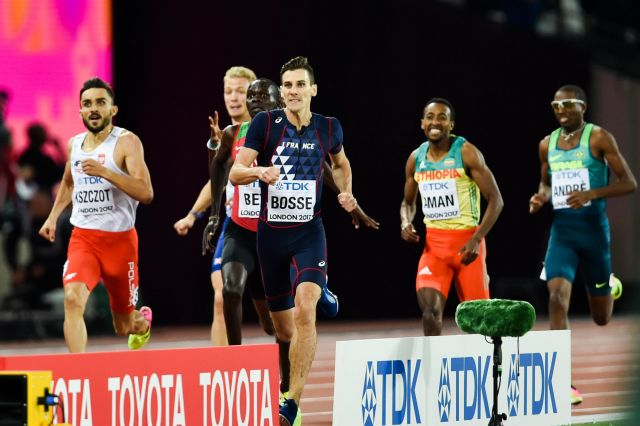
Pierre-Ambroise Bosse (centre) dans la dernière ligne droite aux Championnats du monde de Londres, qu'il remporte.

Début 2016, il participe pour la première fois depuis 2011 à une saison hivernale : il y améliore son record personnel en salle en 1 min 46 s 79 lors du meeting de Düsseldorf le 3 février 2016 puis en 1 min 46 s 25 le 6 février 2016 à Karlsruhe. Le 22 mai 2016, Pierre-Ambroise Bosse remporte son 1er meeting de la Ligue de diamant en s'imposant au Meeting international Mohammed-VI de Rabat en 1 min 44 s 51 (meilleur temps de sa saison), devant le champion olympique Taoufik Makhloufi (1 min 44 s 91) et le médaillé de bronze des mondiaux de 2015 Amel Tuka (1 min 45 s 41),.
Le 5 juin 2016, lors du Birmingham Grand Prix, Bosse établit un nouveau record d'Europe du 600 m en 1 min 13 s 21, juste derrière le Kényan David Rudisha, champion olympique à Londres et détenteur du record du monde de la distance. Cette performance le place au rang de 3e meilleur performeur de tous les temps. Trois jours plus tard, il prend la 3e place du 800 m lors du Meeting de Montreuil en 1 min 44 s 53, derrière Nicholas Kipkoech (1 min 43 s 85) et Jonathan Kitilit (1 min 43 s 89).
Le 25 juin 2016, il prend la 2e place de sa série des Championnats de France mais déclare forfait pour la finale en raison d'une grippe persistant depuis quelques jours.
Aux Jeux olympiques de Rio, il termine premier de sa demi-finale avec le meilleur temps ex æquo en 1 min 43 s 85. Il se classe quatrième en finale en 1 min 43 s 41, dans une course gagnée par Rudisha (1 min 42 s 15), qui remporte son second titre olympique sur la distance. Interviewé en direct peu après cette défaite, Bosse fait preuve d'humour en s'adressant au travers de la caméra à son chat. Comme promis, il amène son chat lors du Meeting de Paris le 27 août 2016 et réalise son interview d’après course en sa compagnie. Il annonce lors de ce même meeting sa probable participation au décathlon du Décastar de Talence en septembre 2017.

### Champion du monde à Londres (2017)

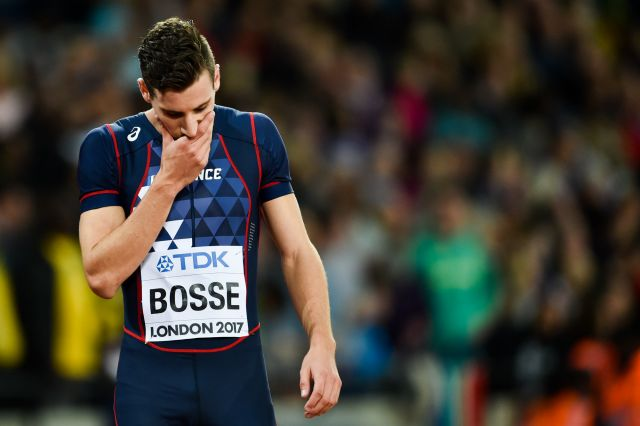
Pierre-Ambroise Bosse après sa victoire aux championnats du monde de Londres, en 2017.

En 2017, Pierre-Ambroise Bosse est contraint de retarder son début de saison à la suite d'un décollement de l'aponévrose au grand fessier. Il fait son retour à la compétition le 1er juillet 2017 à l'occasion du Meeting de Paris et se classe septième en 1 min 45 s 71, échouant de peu pour les minima des Championnats du monde de Londres (1 min 45 s 60). Il déclare forfait pour les Championnats de France de Marseille du 14 au 16 juillet 2017 en raison d'une gêne aux ischio-jambiers. Ne disposant désormais que d’une grande chance de se qualifier, il s'aligne sur l'épreuve du Meeting Herculis de Monaco où il réalise un temps de 1 min 44 s 72.
Sélectionné pour les Mondiaux, il passe sans encombre les séries en se classant 2e de sa course (1 min 47 s 25). En demi-finale, il est 3e et se qualifie pour la finale en étant repêché (1 min 45 s 63). Le 8 août 2017 lors de la finale, sa troisième consécutive dans cette compétition, Pierre-Ambroise Bosse porte une accélération à environ 300 mètres de l'arrivée, ce qui pourtant lui a souvent coûté des médailles par le passé, mais cette fois sans faiblir dans la dernière ligne droite. Aucun de ses adversaires n'est en mesure de répondre à son attaque. Le Français atteint la ligne d'arrivée en 1 min 44 s 67 et décroche le titre mondial devant le Polonais Adam Kszczot (1 min 44 s 95) et le Kényan Kipyegon Bett (1 min 45 s 21), deux des favoris de la course. Il remporte à cette occasion la onzième médaille d'or pour la France dans un championnat du monde et devient le sixième athlète français à remporter un titre individuel mondial. Le lendemain, il fait la une du journal sportif L'Équipe.
Deux semaines après sa victoire, dans la nuit du samedi 26 au dimanche 27 août 2017, Pierre-Ambroise Bosse est agressé sur un parking de sa ville de Gujan-Mestras par trois individus, lui laissant des fractures au visage et dix-huit jours d'ITT. Il fait mention de cet événement sur sa page Facebook et y indique qu'il met un terme à sa saison, alors qu'il devait participer au DécaNation sur 800 m le 9 septembre 2017 et probablement au Décastar sur le décathlon. Pour cette altercation, Pierre-Ambroise Bosse va être mis en examen pour violence avec usage ou menace d’une arme sans ITT, le 26 février 2018, puis être condamné l’année suivante, le 28 mai 2019, à une amende de mille euros et à trois cents euros de dommages et intérêts.
Avant ces déboires judiciaires en 2018 et 2019, Bosse reçoit en décembre 2017 le RMC Sport Award du champion sportif français de l'année. Il termine également à la seconde place du trophée « Champion des champions de L'Équipe » derrière le judoka Teddy Riner. Le 4 janvier 2018, il est aussi élu athlète français de l'année 2017 par la Fédération française d'athlétisme avec 34,04 % des suffrages, devant Kevin Mayer (30,87 %) et Yohann Diniz (20,45 %).

### Médaille de bronze aux Championnats d'Europe (2018)
Le 20 juillet 2018, Bosse réalise son meilleur temps de l'année au Meeting Herculis de Monaco, en 1 min 44 s 20,.
Le 11 août 2018, dans le stade olympique de Berlin, il remporte la médaille de bronze du 800 m des championnats d'Europe en 1 min 45 s 30, derrière le Polonais Adam Kszczot (1 min 44 s 59) et le Suédois Andreas Kramer (1 min 45 s 03).

### Championnats du monde à Doha (2019)
Victime d'une fracture d'un orteil en mars 2019, Pierre-Ambroise Bosse signe une neuvième place pour sa rentrée au meeting de Monaco en 1 min 45 s 43, dans une course très rapide remportée par le Botswanais Nijel Amos. Le 27 juillet 2019, il remporte son cinquième titre national aux championnats de France de Saint-Étienne avec un temps de 1 min 48 s 82, devant Gabriel Tual et l'Algérien Khaled Benmahdi. Il améliore son meilleur temps de la saison au Meeting de Paris le 24 août 2019 avec un temps de 1 min 45 s 03 et une cinquième place pour ce qui est son dernier 800 m avant les Mondiaux.
Le 29 septembre 2019, Pierre-Ambroise Bosse est éliminé de sa demi-finale du 800 m aux championnats du monde de Doha, terminant dernier en 1 min 47 s 60. Quelques jours plus tard, il provoque la colère du directeur technique national de la Fédération française d'athlétisme Patrice Gergès, pour avoir invité sans l'aval de la Fédération un hypnotiseur dans l'hôtel de l'équipe de France : y a été organisée une séance à laquelle ont notamment participé Renaud Lavillenie, Benjamin Compaoré, Wilfried Happio et Jean-Marc Pontvianne. Si Patrice Gergès pointe du doigt le comportement de Bosse, le président de la Fédération André Giraud indique finalement le 31 octobre 2019 que l'athlète ne fera pas l'objet de sanctions.
Le 4 novembre 2019, Bosse annonce sur Facebook qu'il se sépare de son entraîneur Alain Lignier, avec qui il était devenu champion du monde en 2017, et qu’il est remplacé par Philippe Dupont, ancien entraîneur de Mahiedine Mekhissi et de Morhad Amdouni.

### Saisons 2020 et 2021
Le 12 février 2020, pour son premier 800 m en salle depuis 2016 (et sa première course en salle depuis 2018), Pierre-Ambroise Bosse se classe deuxième en 1 min 47 s 52 derrière le Kényan Collins Kipruto à l'occasion du meeting de Sastra en Suède. Le 19 février 2020 au meeting de Liévin, il s'impose en 2 min 19 s 26 sur 1 000 m, la première victoire de sa saison, mais échoue à battre le record de France de Mehdi Baala qui date de 2005 (2 min 17 s 01). Ce sont ses seules courses de la saison, en raison de la pandémie de Covid-19 qui impose plusieurs confinements à compter de mars 2020 et l’interdiction des compétitions sportives avec public.
En 2021, il commence sa saison hivernale par une troisième place sur 800 m au meeting en salle de Karlsruhe, avec un temps de 1 min 46 s 40. Il apparaît à cette occasion avec un tee-shirt noir siglé de la mention « Coeur à prendre » et les nouvelles pointes Nike, car il n'a plus d'équipementier pour cette nouvelle saison, ne renouvelant pas le contrat avec Puma qui s'était terminé à la fin de l'année précédente. Vice-champion de France en salle à Miramas le 20 février 2021 derrière Benjamin Robert, il améliore quatre jours plus tard son record personnel en salle du 800 m au meeting de Madrid, en terminant troisième en 1 min 45 s 95. Aux Jeux olympiques de Tokyo qui se déroulent sans public, il est éliminé après avoir terminé sixième de sa demi-finale le dimanche 1er août 2021 avec un temps de 1 min 48 s 62 : il indique en effet que son pic de forme de la saison est plutôt attendu vers la fin août pour le Meeting de Paris.

### Blessure à un ischio-jambier et fin de carrière (2022-2023)
En raison d'une désinsertion partielle d'un tendon ischio-jambier droit, Pierre-Ambroise Bosse est contraint de renoncer aux championnats du monde d'Eugene puis aux championnats d'Europe de Munich face aux risques de complications de sa blessure en rupture totale ou tendinite chronique. Choisissant de se faire opérer en décembre 2022, il reprend l'entraînement en mai 2023. Cependant, une récidive de sa blessure l'amène mi-juin à renoncer à participer à la saison estivale. Alors qu'il gardait l’espoir d’une participation aux Jeux olympiques de 2024 à Paris, la récupération de son tendon est « trop lente » et l’amène à annoncer mettre fin à sa carrière de haut niveau le 26 décembre et se consacrer désormais à des enjeux écologiques,. En avril 2024, il est suspendu douze mois par l'Agence française de lutte contre le dopage pour avoir manqué à ses obligations de localisation à trois reprises entre septembre 2022 et juin 2023. Risquant initialement deux ans de suspension, l'athlète se voit reconnaître une « négligence certaine » justifiant une minoration de la sanction à un an, sanction qui commence le 27 mars 2024.

### Après-carrière sportive
Pierre-Ambroise Bosse participe à une émission de télé-réalité diffusée à partir de mai 2024. Il est ensuite recruté comme consultant pour RMC pour commenter les Jeux olympiques de Paris 2024.
Il est l'une des 10 célébrités candidates dans le jeu d'aventures The Island : l'île du bagne tourné en 2024 et diffusé début 2025 sur M6.

## Palmarès

### International
| Date | Compétition                       | Lieu             | Résultat | Temps         |
| ---- | --------------------------------- | ---------------- | -------- | ------------- |
| 2010 | Championnats du monde juniors     | Moncton          | 8e       | 1 min 53 s 52 |
| 2011 | Championnats d'Europe juniors     | Tallinn          | 1er      | 1 min 47 s 14 |
| 2012 | Championnats d'Europe             | Helsinki         | 3e       | 1 min 48 s 83 |
| 2013 | Championnats d'Europe espoirs     | Tampere          | 1er      | 1 min 45 s 79 |
| 2013 | Championnats du monde             | Moscou           | 7e       | 1 min 44 s 79 |
| 2014 | Championnats d'Europe             | Zurich           | 8e       | 1 min 46 s 55 |
| 2015 | Championnats d'Europe par équipes | Tcheboksary      | 2e       | 1 min 45 s 14 |
| 2015 | Championnats du monde             | Pékin            | 5e       | 1 min 46 s 63 |
| 2016 | Championnats d'Europe             | Amsterdam        | 5e       | 1 min 45 s 79 |
| 2016 | Jeux olympiques                   | Rio de Janeiro   | 4e       | 1 min 43 s 41 |
| 2016 | Ligue de diamant                  | Ligue de diamant | 2e       | détails       |
| 2017 | Championnats du monde             | Londres          | 1er      | 1 min 44 s 67 |
| 2018 | Championnats d'Europe             | Berlin           | 3e       | 1 min 45 s 30 |
| 2021 | Championnats d'Europe en salle    | Toruń            | 6e       | 1 min 50 s 13 |

### National
| Date | Compétition                     | Lieu              | Résultat | Temps         |
| ---- | ------------------------------- | ----------------- | -------- | ------------- |
| 2011 | Championnats de France          | Albi              | 2e       | 1 min 50 s 25 |
| 2012 | Championnats de France          | Angers            | 1er      | 1 min 48 s 52 |
| 2014 | Championnats de France          | Reims             | 1er      | 1 min 45 s 57 |
| 2015 | Championnats de France          | Villeneuve-d'Ascq | 1er      | 1 min 46 s 69 |
| 2018 | Championnats de France          | Albi              | 1er      | 1 min 46 s 66 |
| 2019 | Championnats de France          | Saint-Étienne     | 1er      | 1 min 48 s 82 |
| 2021 | Championnats de France en salle | Miramas           | 2e       | 1 min 46 s 16 |
| 2022 | Championnats de France          | Caen              | 3e       | 1 min 49 s 17 |

### Podiums en Ligue de Diamant
| Date            | Ville     | Résultat | Temps         |
| --------------- | --------- | -------- | ------------- |
| 6 juin 2013     | Rome      | 2e       | 1 min 43 s 91 |
| 4 juillet 2013  | Lausanne  | 2e       | 1 min 44 s 11 |
| 19 juillet 2013 | Monaco    | 2e       | 1 min 43 s 76 |
| 13 juin 2015    | New-York  | 3e       | 1 min 43 s 88 |
| 22 mai 2016     | Rabat     | 1er      | 1 min 44 s 51 |
| 16 juin 2016    | Stockholm | 2e       | 1 min 45 s 23 |
| 22 juillet 2016 | Londres   | 1er      | 1 min 43 s 88 |

## Records
| Épreuve | Épreuve   | Performance   | Lieu       | Date            | Record |
| ------- | --------- | ------------- | ---------- | --------------- | ------ |
| 600 m   | Plein air | 1 min 13 s 21 | Birmingham | 5 juin 2016     | ER     |
| 600 m   | Salle     | 1 min 15 s 63 | Moscou     | 3 janvier 2013  |        |
| 800 m   | Plein air | 1 min 42 s 53 | Monaco     | 18 juillet 2014 | NR     |
| 800 m   | Salle     | 1 min 45 s 95 | Madrid     | 24 février 2021 |        |
| 1 000 m | Plein air | 2 min 15 s 31 | Ostrava    | 18 juin 2014    | ER     |
| 1 000 m | Salle     | 2 min 17 s 63 | New York   | 15 février 2014 | NR     |

## Progression dans la hiérarchie mondiale
|      | Temps             | Rang Monde | Rang Europe |
| ---- | ----------------- | ---------- | ----------- |
| 2022 | 1 min 44 s 54     | 23         | 9           |
| 2021 | 1 min 45 s 95 (i) | 105        | 46          |
| 2020 | NC                | NC         | NC          |
| 2019 | 1 min 45 s 07     | 36         | 8           |
| 2018 | 1 min 44 s 20     | 12         | 2           |
| 2017 | 1 min 44 s 67     | 16         | 2           |
| 2016 | 1 min 43 s 41     | 7          | 1           |
| 2015 | 1 min 43 s 88     | 12         | 4           |
| 2014 | 1 min 42 s 53     | 2          | 1           |
| 2013 | 1 min 43 s 76     | 6          | 1           |
| 2012 | 1 min 44 s 97     | 33         | 10          |
| 2011 | 1 min 46 s 18     | 82         | 20          |
| 2010 | 1 min 48 s 38     | 281        | 96          |
| 2009 | 1 min 52 s 52     | 1637       | 711         |

## Distinctions
- RMC Sport Award du champion du sport français de l'année 2017
- Athlète français de l'année 2017 par la FFA